# 527년

## 연호
- 남량(南梁) 보통(普通) 8년 / 대통(大通) 원년
- 북위(北魏) 효창(孝昌) 3년

## 기년
- 남량(南梁) 무제(武帝) 26년
- 북위(北魏) 효명제(孝明帝) 12년
- 신라(新羅) 법흥왕(法興王) 14년
- 고구려(高句麗) 안장왕(安臧王) 9년
- 백제(百濟) 성왕(聖王) 5년

## 사건
- 동로마 황제 유스티니아누스 즉위
- 9월 15일(음력 8월 5일) - 이차돈의 순교로 법흥왕이 불교 공인(여기서 이차돈은 죽으면서 목에서 흰 피가 났으며, 꽃 비가 내렸다고 한다.)

## 탄생
- 금관가야의 후손이자 신라의 명장 김무력
- 백제 28대 국왕 혜왕

## 사망
- 8월 1일 - 비잔티움 제국의 황제 유스티누스 1세